# Queer Festival Heidelberg
Das Queer Festival Heidelberg ist ein jährlich veranstaltetes internationales queeres Festival, das seit 2009 in Heidelberg stattfindet und im Mai über einen Zeitraum von vier Wochen abgehalten wird. Das Festival zeichnet sich durch eine Vielzahl von Veranstaltungen aus, darunter Konzerte, Ausstellungen, Performances, Lesungen, Partys sowie Kino- und Diskussionsveranstaltungen.

## Geschichte
Das Queer Festival begann im Jahr 2009 als seine zwei Gründer Martin Müller und Dominic Hauser, die Idee hatten ein queeres Wochenendereignis mit zwei Konzerten, einer Clubnacht und einer Lesung im Kulturzentrum Karlstorbahnhof zu veranstalten. In den folgenden Jahren vergrößerte sich das Festival um Zeitraum und Besucherzahl. Heute zieht das Festival jährlich rund 5000 Besucher an und zeichnet sich durch ein vielfältiges, internationales Programm aus. Das Queer Festival Heidelberg ist eine Zusammenarbeit von Queer Play e.V. und dem Karlstorbahnhof e.V. und wird von der Stadt Heidelberg gefördert. Im Oktober 2022 konnte das Kulturzentrum Karlstorbahnhof in ein neues, größeres Gebäude in die Heidelberger Südstadt am Marlene-Dietrich-Platz 3 umziehen. Die Stadt investierte in die aufwendige Sanierung und Erneuerung einer ehemaligen amerikanischen Reithalle und ermöglichte so ein modernes Veranstaltungshaus.

## Idee
Das Festival ist eine Plattform für queere Kultur, ein queeres Community Event und ein Fest der Vielfalt und Toleranz. Die Unterrepräsentation von sexuellen Minderheiten und queeren Menschen in Heidelberg war der zentrale Beweggrund für die Gründung des Queer Festival Heidelberg. Im Laufe seiner Entwicklung hat das Queer Festival Heidelberg zunehmend gesellschaftliche und politische Inhalte in sein Programm aufgenommen. Die Gründer haben sich bewusst gegen die übliche Kategorisierung von LGBTQ* entschieden und stattdessen den inklusiveren Begriff „queer“ gewählt. Festivalbesucher können sich dadurch „selbst definieren und sich unter diesem Sammelbegriff wohlfühlen“. Queere mehrwöchige Festivals mit einer breiten Palette an Veranstaltungen, wie das Heidelberger Queer Festival, sind selbst in Weltstädten wie New York oder Melbourne erst seit zwei bis drei Jahren zu finden.

## Acts (Auswahl)
Peaches, Woodkid, Drag Syndrom, Pussy Riot, ALOK, Romy, Boy Harsher, Conchita Wurst, Phenix, Wilhelmine, Kiddy Smile, Julien Baker, Iconic House of Ninja, Matt Lambert, Ebow, Charity Kase, Horse Meat Disco, John Grant, Inner City, Big Freedia, Peggy Gou, Kele Okereke, TYGAPAW.

## Fotowettbewerb
Im Rahmen des Festivals findet seit 2019 ein internationaler Fotowettbewerb statt. Der Fotowettbewerb zieht jährlich Teilnehmende aus der ganzen Welt an. Jedes Jahr steht der Wettbewerb unter einem neuen Thema, wie beispielsweise „Breakin Gender Stereotypes“ im Jahr 2020 oder „Bodily Autonomies“ im Jahr 2023. Eine unabhängige, fachkundige Jury bewertet die eingereichten Arbeiten und wählt herausragende Projekte aus, die daraufhin als Plakataktionen im Heidelberger Stadtraum und online ausgestellt werden.